# Élise Marcotte
Élise Marcotte (Quebec, 27 de septiembre de 1988) es una deportista canadiense que compitió en natación sincronizada. Ganó dos medallas de bronce en el Campeonato Mundial de Natación, en los años 2009 y 2011.

## Palmarés internacional
| Campeonato Mundial | Campeonato Mundial | Campeonato Mundial | Campeonato Mundial |
| Año                | Lugar              | Medalla            | Prueba             |
| ------------------ | ------------------ | ------------------ | ------------------ |
| 2009               | Roma (Italia)      | Medalla de bronce  | Combinación libre  |
| 2011               | Shanghái (China)   | Medalla de bronce  | Combinación libre  |